# Bitwa pod Santo Domingo
Bitwa pod Santo Domingo lub Zdobycie Santo Domingo – bitwa stoczona 1 stycznia 1586 r. będąca jednym z pierwszych przejawów wojny angielsko-hiszpańskiej (1587–1604). Starcie zakończyło się zdobyciem przez angielskich żołnierzy miasta Santo Domingo, dowodzonego przez Cristóbala de Ovalle. Anglicy byli prowadzeni przez Francisa Drake’a. Bitwa była częścią jego ekspedycji do hiszpańskich kolonii, która miała charakter wojny uprzedzającej. Po zajęciu miasta Anglicy pozostali w nim przez miesiąc i odpłynęli 1 lutego z ok. 25 000 dukatów łupu.